# فريدريك ويليام وارد
فريدريك ويليام وارد (بالإنجليزية: Frederick William Ward)‏ هو صحفي أسترالي، ولد في 5 أبريل 1847، وتوفي في 1 يوليو 1934.